# Ulukmanapo
Ulukmanapo, pseudonimo di Ukuman Osmonaliev (in kirghiso Улукман Осмоналиев?; Biškek, 18 settembre 1992), è un rapper kirghiso.

## Biografia
Ulukmanapo, originario della capitale kirghisa, risiede in Kazakistan. Ha citato Drake, Meek Mill e T.I. come punti di riferimento in campo musicale, e ha fatto il suo debutto discografico con l'album in studio Kod dostupa 996 (2020), a cui ha fatto seguito l'EP Očerk (2021) e il disco Ljubi ili nenavid' (2023).
Si è fatto conoscere col tormentone estivo Rasstojanie (2022), un duetto con Bakr, che ha goduto di ottimo successo commerciale in suolo kazako. La sua Zdravstvuj, moja ulica (2023) è stata utilizzata come colonna sonora del film 2000-e...Stremjagi.
Nel febbraio 2024 ha tenuto un concerto presso la Biškek Arena, mentre a settembre si è esibito al festival Park Live di Almaty. Durante la primavera 2025 Ulukmanapo è stato impegnato con una tournée musicale da cinque date nella Comunità degli Stati Indipendenti, con concerti alle sedi della Almaty Arena e CSKA Arena.
Il terzo LP, intitolato Made in 312, è stato messo in commercio nel giugno seguente e presenta tredici tracce.

## Discografia

### Album in studio
- 2020 – Kod dostupa 996
- 2023 – Ljubi ili nenavid'
- 2025 – Made in 312

### EP
- 2020 – Zakrytyj krug (con Dashxx)
- 2021 – Očerk

### Singoli
- 2018 – Fantazija
- 2018 – Tancuju
- 2019 – Azalija (feat. DJ Feray)
- 2019 – Benjamin Franklin (feat. Ramzan Abitov)
- 2019 – Divo
- 2019 – Kružit vajb (con Allega)
- 2019 – Ot kolybeli do mogily (con Gleincy e Arim Jae)
- 2019 – Dolina Khaifa
- 2019 – Ne segodnja/Sem'desjat pjatyj
- 2019 – Sprjač' svoi slëzy
- 2019 – Diko (con Yamadzhi e Feydzhi)
- 2019 – Crocko Laco
- 2020 – Tiška
- 2020 – Plotno (feat. Ramzan Abitov)
- 2020 – Mersy x Bėški
- 2020 – Vystrel v pustotu
- 2020 – I'm a Real
- 2020 – Dun Know (con Moting)
- 2020 – Chotela delat'
- 2020 – Denzel W.
- 2021 – Tak i ponimaj
- 2021 – OK OK
- 2021 – Melodija
- 2021 – Naši golosa (con Lucaveros)
- 2021 – Na trasse
- 2021 – Sredi soten dorog (con Kot Balu e K-chante)
- 2021 – Šoro (con Vajastan e Begiš)
- 2021 – Around You (con Sam Cosmo)
- 2021 – Letali
- 2021 – Bėnger (con Bodiev)
- 2021 – Uade (con Shiza)
- 2022 – True (con Bakr)
- 2022 – Asian Aesthetic
- 2022 – Rasstojanie (con Bakr)
- 2022 – AMG (con Allega)
- 2022 – Gang (con Dashxx)
- 2022 – Ruch (con 7Gen)
- 2022 – Divo Divo
- 2022 – V dymu (con Lucaveros)
- 2022 – Volčij voj
- 2022 – O tebe (con Beckz)
- 2023 – Zdravstvuj, moja ulica
- 2023 – Apparatura v norme
- 2023 – Miledi (con Iluxa)
- 2023 – 7272
- 2023 – V dušu posmotri
- 2023 – Kaganat
- 2023 – Ljubov' kak son (con Begiš)
- 2023 – Muzyka ljubvi (con Iluxa)
- 2023 – So Clean So Fresh
- 2023 – Naedine (con The OM)
- 2024 – Moja princessa (con Azat Raimberdiev)
- 2024 – S toboj (con Nuricko)
- 2024 – Boeing (con Bapay)
- 2024 – Erkek (con Baller)
- 2024 – Tarančym (con Jax (02.14))
- 2024 – 126 Benz (con Fardi)
- 2024 – Malo i malo (con Bakr)
- 2024 – Ves (con Bapay)
- 2024 – Spasti ljubov' (con Azat Raimberdiev)
- 2024 – Kyrgyz (con 7Gen)
- 2024 – Saga arnadym (con FreeMan996)
- 2025 – Naiznanku
- 2025 – Ondablock (con Aitu)